# Eureka (Montana)
Eureka es un pueblo ubicado en el condado de Lincoln en el estado estadounidense de Montana. En el Censo de 2010 tenía una población de 1037 habitantes y una densidad poblacional de 394,86 personas por km².

## Geografía
Eureka se encuentra ubicado en las coordenadas 48°52′35″N 115°2′51″O / 48.87639, -115.04750. Según la Oficina del Censo de los Estados Unidos, Eureka tiene una superficie total de 2.63 km², de la cual 2.63 km² corresponden a tierra firme y (0%) 0 km² es agua.

## Demografía
Según el censo de 2010, había 1037 personas residiendo en Eureka. La densidad de población era de 394,86 hab./km². De los 1037 habitantes, Eureka estaba compuesto por el 94.79 % blancos, el 0 % eran afroamericanos, el 0.58 % eran amerindios, el 0.39 % eran asiáticos, el 0 % eran isleños del Pacífico, el 1.35 % eran de otras razas y el 2.89 % pertenecían a dos o más razas. Del total de la población el 4.34 % eran hispanos o latinos de cualquier raza.